# Linyphia hui
Linyphia hui là một loài nhện trong họ Linyphiidae. Loài này được phát hiện ở Trung Quốc.